# Leucippe de Métaponte
Pour les articles homonymes, voir Leucippe.
Leucippe (en grec ancien : Λεύκιππος) est un personnage de la mythologie grecque. Il passe pour le fondateur mythique de la ville de Métaponte, où il a établi des Achéens. C'est par une ruse qu'il mit la main sur ce territoire qui appartenait auparavant aux Tarentins.

## Monnaies
La figure de Leucippe apparaît sur les pièces de monnaie en or et en argent de Métaponte, accompagnée ou non de l'inscription ΛΕΥΚΙΠΠΟΣ. Il est toujours représenté coiffé d'un casque corinthien.

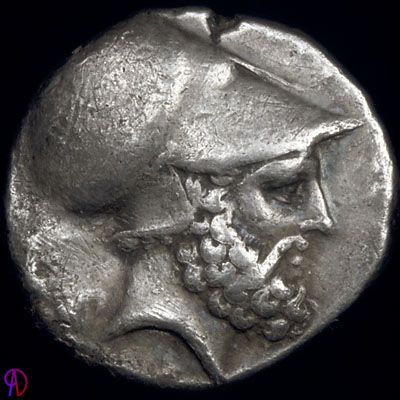
Drachme d'argent de Métaponte, -340 /-330.

- Leucippe, portant un casque corinthien, sur une drachme d'argent de Métaponte, -340 /-330.

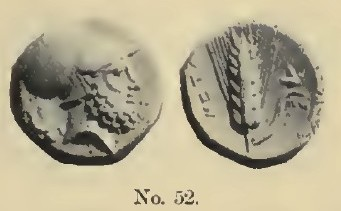
Statère de Métaponte, -IVe siècle.

- Statère en argent du -IVe siècle, montrant le buste de Leucippe avec un casque corinthien. Un chien est assis derrière lui. Le revers porte l'inscription "META" et représente une plante avec un épi et une colombe volant au-dessus. Sous la colombe se trouvent les lettres "AM". La pièce a un diamètre de 21 mm et pèse 7,73 g.

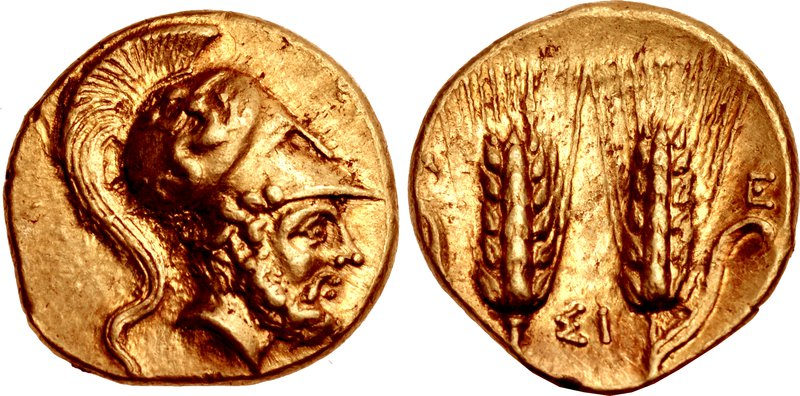
Tétrobole de Métaponte, début du -IIIe siècle.

- Tétrobole de Métaponte, du début du IIIe siècle av. J.-C., montrant Leucippe, fondateur de la cité, traditionnellement coiffé d'un casque corinthien.